# Yadé Kara
Yadé Kara (Çayırlı, 1965) és una escriptora turcoalemanya.
Nascuda a la regió d'Anatolia Oriental, es va educar a Berlín occidental. Va estudiar filologia anglesa i alemanya, com també art dramàtic al Teatre Schiller. Ha treballat com a actriu, professora i periodista a ciutats com Londres, Istanbul o Hong Kong i ha publicat diverses cròniques per a la ràdio i la televisió.
La seva primera novel·la Selam Berlin (2003) va guanyar el Deutschen Bücherpreis i el Premi Adalbert-von-Chamisso en 2004.

## Obres
- Cafè Cyprus, Novel·la, Diogenes, Zürich 2008. 375 S. ISBN 978-3-257-06623-4
- Selam Berlin, Novel·la, Diogenes, Zürich 2003. 381 S. ISBN 3-257-06335-0